# 山びこ少女
『山びこ少女』（やまびこしょうじょ）は、わたなべまさこ著作の日本の漫画作品。集英社、月刊「少女ブック」1957年（昭和32年）8月号 - 1959年（昭和34年）7月号に丸2年連載されていた。

## 概要
憧れていた雑誌連載の“初”作品で、わたなべが漫画家を志したキッカケである手塚治虫「ジャングル大帝」の影響を思わせるような春美と夏美という双子姉妹が主人公の冒険活劇であった。
当時の少女漫画誌には作家の住所が書かれていた為、この作品が初掲載された数日後には、わたなべの自宅に段ボールいっぱいのファンレターの山が届く程のヒット作となり、わたなべまさこはその人気を不動のものとする。以降、少女ブックだけでなく「りぼん」や「週刊マーガレット」等にも次々と連載を手掛けるようになる。
若木書房より1958-1959年、単行本全6巻発刊。『わたなべまさこ名作集』では全2巻（約740頁）で発刊している。

### 双子のモチーフ
「生き別れの双子」というモチーフを作者は好んで何回も使っており、エーリッヒ・ケストナーの小説「ふたりのロッテ」を下敷きにした1956年『ばら色の乙女』を始め、1957年『瞼の姉妹』と『南海の少女』そして本作『山びこ少女』、1962年『ミミとナナ』、1965年『さくら子すみれ子』、1973年『ふたご座生まれ（旧題:双子座生まれ）』、1975年『ふたごのプリンセス』など。
「ストーリーをより密度の高いものにしたいため」また「画面が華やかになるし、ストーリーもすごく広がりが出る」「描いていて面白い」「繰り返し繰り返し描いても何か描き足りない」と、双子を何回も登場させた理由を作者は自伝やインタビューで語っている。

## ストーリー
足立家に生まれた双子の姉妹、春美と夏美は幼い頃、火事に遭い生き別れになる。妹が死んだと思い込む姉・春美と深山に爺やと暮らす妹・夏美の二人は出会えるか。

## 登場人物
足立春美
足立夏美